# Sonja Boekman
Sonja Boekman (29 december 1921 - 23 januari 2000) was een Nederlands juriste. Na een succesvolle carrière als advocaat werd zij raadsheer in de Hoge Raad der Nederlanden.

## Loopbaan
In 1956 promoveerde Sonja Boekman cum laude bij R.P. Cleveringa op de dissertatie De Handelsnaam. Aanvankelijk, vanaf 1950, werkte zij als advocaat in Haarlem, bij het kantoor van mrs. Veenhoven en Pot. In 1977 werd zij de eerste vrouwelijke deken van de Haarlemse Orde van advocaten. Verder is zij 20 jaar rechter-plaatsvervanger in de Haarlemse rechtbank geweest. Van 1983 tot 1992 was zij raadsheer in de Hoge Raad. Tevens was zij lid van het Benelux-Gerechtshof. Daarnaast was zij plaatsvervangend lid (1984), lid (1985) en plaatsvervangend voorzitter (1986) van het Hof van Discipline, het tuchtcollege voor advocaten.

## OSR Sonja Boekman-prijs
De OSR Sonja Boekmanprijs werd ingesteld door de OSR Juridische Opleidingen en de Orde van Advocaten. De prijs wil bevorderen dat vrouwen in de advocatuur doorstromen naar topfuncties.